# Karel Jonckheere

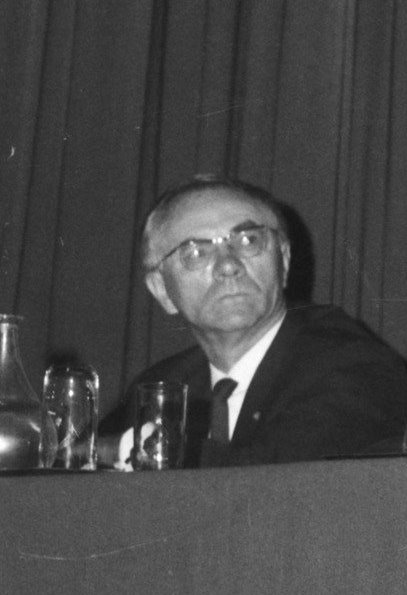
Karel Jonckheere (1965)

Karel Jonckheere (n. 9 aprilie 1906, Oostende, Rijmenam; d. 13 decembrie 1993) a fost un prolific scriitor flamand. Karel Jonckheere a fost și un călător împătimit. El a vizitt Cuba, Mexico, SUA, Congo Belgian, Africa de Sud, India, România, Balcanii și multe din țările vest-europene. Multe din lucrările lui i-au fost inspirate de călătorii. Între acestea și placheta cu poezii Roemeense suite (Suită românească, 1965).